# Пуріко (гірський комплекс)
Гірський комплекс Пуріко (ісп. Puricó) — це пірокластичний щит, який складається з двох ігнімбритних пластів та лежить у східній частині пустелі Атакама у ІІ регіоні Чилі (Антофагаста), приблизно за 5 км на південь від кордону з Болівією. Вулканічний комплекс розташований зверху масивного пірокластичного щита, займаючи територію ~ 20 x 30 км, і складається з 10 підрозділів (2 стратовулкани, 5 лавових куполів, 1 шлаковий конус та 1 маар). Найвища з його численних вершин має висоту 5 703 м.н.м. Хурікес (ісп. Juriques) на північ та Гуаякес (ісп. Guayaques) на схід є незалежними вулканічними системами.
Два ігнімбритні пласти, з яких складається комплекс та щит, вивергалися ~1,3 мільйона років тому, разом зі стратовулканами та лавовими куполами, які формують розірване кільце довкола території ~10 x 20 км. Лавовий купол Серро Токо розташований над територією з вулканічними тріщинами Кахонського Ігнімбриту і на його південно-східному схилі до початку 1990-х працювала сірчана шахта. Серро Часкон де Пуріко та Серро Асперо походять з Голоцену; обидва лавові куполи морфологічно відрізняються від багатьох інших кремнієвих вулканічних куполів Анд з пласкими вершинами і мають 300–400-метрову конічну форму. Серро Часкон був сформований серіями  потоків в'язкої лави, а Серро Асперо видається цілісним куполом  пелейського типу. Купол Часкон де Пуріко з дацитної лави піднімається на 1 200 м. над щитом і має добре збережений вершинний кратер та лавові потоки, що не мають слідів льодовикової модифікації. Дацитно-андезитний стратовулкан Серрос де Макон лежить на південно-західному кінці комплексу Пуріко. Алітарський маар на південно-східному кінці комплексу демонструє постійну фумарольну активність.
Більшість комплексу Пуріко включено до Наукового резервату Чайнантор (ісп. Reserva Científica de Chajnantor), і тут розташовані обсерваторія плато Чайнантор та інші наукові заклади.

## Підрозділи
- Стратовулкани
  - Серрос де Макон (ісп. Cerros de Macon) — 5 130 м.н.м.,[1] 23°02′53″ пд. ш. 67°49′26″ зх. д. / 23.048° пд. ш. 67.824° зх. д.
  - Серро Токо (ісп. Cerro Toco) — 5 604 м.н.м.,[1] 22°56′24″ пд. ш. 67°46′52″ зх. д. / 22.940° пд. ш. 67.781° зх. д.
- Шлакові конуси
  - Серро Тегро (ісп. Cerro Negro) — 5 016 м.н.м.,[1] 23°01′08″ пд. ш. 67°51′04″ зх. д. / 23.019° пд. ш. 67.851° зх. д.
- Маари
  - Алітарський (ісп. Alitar) — 5 346 м.н.м.,[1] 23°08′06″ пд. ш. 67°38′35″ зх. д. / 23.135° пд. ш. 67.643° зх. д.
- Лавові куполи
  - Серро Аква Амарга (ісп. Cerro Agua Amarga) — 5 058 м.н.м.,[1] 23°01′05″ пд. ш. 67°42′54″ зх. д. / 23.018° пд. ш. 67.715° зх. д.
  - Серро Асперо (ісп. Cerro Áspero) — 5 262 м.н.м.,[1] 23°05′24″ пд. ш. 67°42′22″ зх. д. / 23.090° пд. ш. 67.706° зх. д.
  - Серро Чайнантор (ісп. Cerro Chajnantor) (або Серро Серілло) — 5 639 м.н.м.,[1] 22°59′02″ пд. ш. 67°44′31″ зх. д. / 22.984° пд. ш. 67.742° зх. д.
  - Серро Ель Часкон (ісп. Cerro El Chascón) (або Часкон де Пуріко) — 5 703 м.н.м.,[1] 23°00′36″ пд. ш. 67°41′06″ зх. д. / 23.010° пд. ш. 67.685° зх. д.
  - Серро Пуріко (ісп. Cerro Purico) — 5 375 м.н.м.,[2] 23°04′12″ пд. ш. 67°45′40″ зх. д. / 23.070° пд. ш. 67.761° зх. д.
  - Серро Путас (ісп. Cerro Putas) — 5 462 м.н.м.,[1] 23°06′29″ пд. ш. 67°42′47″ зх. д. / 23.108° пд. ш. 67.713° зх. д.